# Hellmut Geißner
Karl Hellmut Geißner (auch Hellmut K. Geißner oder Geissner; * 7. März 1926 in Darmstadt; † 19. August 2012 in Lausanne) war ein deutscher Rhetorik- und Sprechwissenschaftler.

## Leben
Geißner legte in Darmstadt das Abitur ab. Anschließend studierte er an der Goethe-Universität Frankfurt am Main Griechisch, Latein, Germanistik, Philosophie und Sprechkunde. 1949 legte er die Sprecherzieherprüfung ab. 1955 promovierte er bei Heinrich Weinstock an der Universität Frankfurt zum Dr. phil. Seine Dissertation unter dem Titel „Der Mensch und die Sprache“ befasste sich mit der Philosophie Hans Lipps’.
Von 1956 bis 1965 war er wissenschaftlicher Assistent und Universitätslektor für Sprechkunde und Sprecherziehung an der Universität des Saarlandes in Saarbrücken. Von 1964 bis 1971 war er 1. Vorsitzender der Deutschen Gesellschaft für Sprechkunde und Sprecherziehung, aus der 1978 die Deutsche Gesellschaft für Sprechwissenschaft und Sprecherziehung (DGSS) hervorging. 1965 rief er den wissenschaftlichen Beirat der DGSS ins Leben, von 1966 bis 1972 war er Herausgeber der „Mitteilungen“ der DGSS. Als Akademischer Rat, Oberrat und schließlich Direktor leitete er von 1965 bis 1976 das Fachgebiet Sprechkunde und Sprecherziehung an der Universität Saarbrücken.
Von 1968 bis 1991 fungierte er als Herausgeber (zunächst gemeinsam mit Wilhelm L. Höffe) der Schriftenreihe „Sprache und Sprechen“. 1968 gründete Geißner das Institut für Rhetorik und Methodik in der politischen Bildung (ab 1996: Institut für Rhetorik und Methodik; IRM) an der Europäischen Akademie Otzenhausen (EAO). Im selben Jahr wurde erstmals das Internationale Kolloquium für (mündliche) Kommunikation (ICC) abgehalten, das Geißner zusammen mit Fred L. Casmir von der amerikanischen National Communication Association initiierte und das seither zweijährlich abwechselnd in Europa und den USA stattfindet.
1976 wurde Geißner zum ordentlichen Professor für Sprechwissenschaft und Sprecherziehung an der Erziehungswissenschaftlichen Hochschule Rheinland-Pfalz (EWH; Standort Landau in der Pfalz) ernannt, aus der später die Universität Koblenz-Landau hervorging. Von 1984 bis 1987 war er Dekan des philologischen Fachbereichs der EWH in Landau. Ab 1983 gehörte er dem wissenschaftlichen Beirat des Hernstein Instituts für Management und Leadership bei Wien an. Ab 1985 war er Mitglied des Wissenschaftlichen Rates des Instituts für Deutsche Sprache (IDS). Den Lehrstuhl für Sprechwissenschaft in Landau hatte er bis zu seiner Emeritierung 1994 inne. Anschließend nahm er noch Lehraufträge an den Universitäten Zürich und Wien wahr. Zudem war er langjähriger Seminarleiter und Trainer für große Konzerne und Medienunternehmen.
Neben der DGSS, deren Vorstand er von 1954 bis 1984 angehörte, war Geißner Mitglied der Gesellschaft für Angewandte Linguistik, der Speech Communication Association, der International Society for the History of Rhetoric, der International Society of Phonetics und der International Society for the Study of Argumentation.
Geißner wird zu den bedeutenden Vertretern der Sprechwissenschaft gezählt, er hat dieses Fach grundlegend mitgeprägt. Er trat mit zahlreichen Veröffentlichungen zur Sprechwissenschaft und Sprecherziehung sowie der Rhetorik hervor. Darüber hinaus entwickelte er die „Fünfsatztheorie“ der Argumentation sowie das Situationsmodell der Kommunikation. Auf Geißners Lehre der rhetorischen Kommunikation (Standardwerk „Rhetorik und politische Bildung“, 1973; 3. Aufl. 1986) basiert die 13-teilige Fernsehserie „Reden und reden lassen“ (SWF/ORF), die mit dem Adolf-Grimme-Preis in Silber ausgezeichnet worden ist. Er wirkte bei mehreren der „Internationalen Stimmtage“ der Akademie für gesprochenes Wort mit.
Geißner lebte seit seiner Emeritierung mit seiner zweiten Ehefrau in Lausanne, Schweiz. Mit seiner ersten Ehefrau hatte er zwei Söhne.

## Ehrungen
- Ehrenmitglied der Deutschen Gesellschaft für Sprechwissenschaft und Sprecherziehung (DGSS) e. V.
- Ehrenvorsitzender des Kuratoriums am Institut für Rhetorik und Methodik an der Europäischen Akademie Otzenhausen (EAO)
- Bundesverdienstkreuz am Bande, 1994
- Ehrenmedaille in Silber der Martin-Luther-Universität Halle-Wittenberg
- Auszeichnung der Speech Communication Association, USA, für “Outstanding Scholarly and Research Contributions to the Study of International and Intercultural Communication”

## Veröffentlichungen
Autor:
- Der Mensch und die Sprache. Studien zur Philosophie von Hans Lipps. Dissertation, Universität Frankfurt am Main, 1955.
- Schallplattenanalysen. Gesprochene Dichtung. Minerva, Saarbrücken 1965.
- Rede in der öffentlichkeit. Eine Einführung in die Rhetorik. Kohlhammer, Stuttgart 1969.
- Rhetorik. Studienmaterial. 4. Auflage. Bayerischer Schulbuch-Verlag, München 1978, ISBN 3-7627-2110-6.
- Rhetorik und politische Bildung. 3. Auflage. Scriptor, Frankfurt am Main 1986, ISBN 3-589-20105-3.
- Sprechwissenschaft. Theorie der mündlichen Kommunikation. 2. Auflage. Scriptor, Frankfurt am Main 1988, ISBN 3-589-20771-X.
- Sprecherziehung. Didaktik und Methodik der mündlichen Kommunikation. 2. Auflage. Scriptor, Frankfurt am Main 1986, ISBN 3-589-20788-4.
- mündlich:schriftlich. Sprechwissenschaftliche Analysen freigesprochener und vorgelesener Bericht. Scriptor, Frankfurt am Main 1988, ISBN 3-589-20837-6.
- Vor Lautsprecher und Mattscheibe. Medienkritische Arbeiten 1965–1990. Röhrig, St. Ingbert 1991, ISBN 3-924555-74-5.
- Wege und Irrwege der Sprecherziehung. Personen, die vor 1945 im Fach anfingen und was sie schrieben. Röhrig, St. Ingbert 1997, ISBN 3-86110-116-5.
- Kommunikationspädagogik. Transformationen der „Sprech“-Erziehung. Röhrig, St. Ingbert 2000, ISBN 3-86110-244-7.
- Demokratie und rhetorische Kommunikation. Ausgewählte Aufsätze. Röhrig, St. Ingbert 2005, ISBN 3-86110-395-8.

Mitautor:
- Grundlagen der Schauspielkunst. Friedrich, Velber bei Hannover 1965.
- Reden und reden lassen. Begleitmaterial zur gleichnamigen Fernsehreihe (SWF). Deutsche Verlags-Anstalt, Stuttgart 1975, ISBN 3-421-06440-7.
- Zeichen im Gottesdienst. Kaiser/Kösel, München 1976, ISBN 3-459-01084-3.
- Gesprächsführung/Führungsgespräche. 5. Auflage. Röhrig, St. Ingbert 2008, ISBN 978-3-86110-168-0.

Gesamtbibliografie der Publikationen (1954–2007) systematisch geordnet in:
- Edith Slembek (Hrsg.): Transzensionen: angeregt – weiterdenken. Ehrencolloquium zum 80. Geburtstag von Hellmut K. Geißner. Röhrig, St. Ingbert 2007, ISBN 978-3-86110-427-8, S. 135–173.